# Château du Monteil (Saint-Martin-Château)
Le château du Monteil, aussi appelé Manoir Paquet, est situé sur la commune de Saint-Martin-Château, dans le département de la Creuse.

## Historique
Le château n'est pas visible de l'extérieur.